# Премія Франца Набля
Літерату́рна пре́мія Фра́нца На́бля (нім. Franz-Nabl-Preis) — це літературна премія, яку що два роки присуджує місто Ґрац. Нагорода присвячена австрійському прозаїку та драматургу Францові Наблю. Грошовий еквівалент премії становить 14 500 євро. З 2019 року цю суму підвищено до 15 000 євро.

## Лауреати
- 1975 Еліас Канетті
- 1977 Манес Шпербер
- 1979 Ільзе Айхінґер
- 1981 Герман Ленц
- 1983 Кріста Вольф
- 1985 Петер Гандке (Премію передано Міхаелеві Донгаузеру та Вальтерові Ґронду)
- 1987 Вольфґанґ Кеппен
- 1989 Ганс Карл Артманн
- 1991 Вільгельм Мустер
- 1993 Мартін Вальзер
- 1995 Крістоф Рансмайр
- 1997 Герта Мюллер
- 1999 Барбара Фрішмут
- 2001 Урс Відмер
- 2003 Норберт Ґстрайн
- 2005 Йозеф Вінклер
- 2007 Терезія Мора
- 2009 Альфред Коллеріч[1]
- 2011 Анґела Краус
- 2013 Флор'ян Ліпуш
- 2015 Марлене Штреерувіц[2]
- 2017 Джевад Карахасан[3]
- 2019 Ольга Флор[4]
- 2021 Катрін Реґґла[5]
- 2023 Клеменс Й. Зец[6]

## Лінки
- Літературна премія міста Ґрац/Премія Франца Набля